# Kurt Hirsch (Publizist)
Kurt Hirsch (* 2. August 1913 in Wien; † 31. Dezember 1999 in München) war ein österreichischer Publizist und Rechtsextremismus-Forscher.
1938, nach dem Anschluss Österreichs, wurde er als „politischer Jude“ verhaftet und zunächst im Konzentrationslager Dachau inhaftiert und dann nach Buchenwald verlegt, wo er bis zu seiner Befreiung durch die Amerikaner 1945 verblieb, nachdem er einem Abtransport ins KZ Auschwitz entgangen war.

## Leben
Hirsch wuchs in Wien auf und war als Schüler in der sozialdemokratischen Jugendbewegung aktiv.
Seine Erlebnisse im Austrofaschismus unter Engelbert Dollfuß und Kurt Schuschnigg politisierten Hirsch. Er schloss sich 1934 dem Kommunistischen Jugendverband Österreichs (KJVÖ) an, dem er bis 1937 angehörte.
Im Konzentrationslager wurde er Mitglied der KPÖ und geriet in interne Konflikte. So berichtete Emil Carlebach 1954 an die SED über „den Trotzkisten Kurt Hirsch“, „der sich in Buchenwald in die österreichische Parteiorganisation einzuschleichen verstand und im Lager nicht enttarnt wurde“. Dies hängt damit zusammen, dass Hirsch die von Carlebach geforderte Entfernung des österreichischen Mitgefangenen Jakob Ihr mit Gesinnungsgenossen erfolgreich verhindern konnte.
Nach seiner Befreiung 1945 kehrte Hirsch nach Wien zurück und arbeitete für die sowjetische Nachrichtenagentur TASS. (Siehe auch Besetztes Nachkriegsösterreich #Besatzungssektoren in Wien)
1948 floh er nach eigenen Angaben vor der sowjetischen Besatzungsmacht und beantragte politisches Asyl in der Schweiz. 1949 wechselte er in die Bundesrepublik über Frankfurt am Main, wo er sich amerikanischen Behörden als Flüchtling ausgab, nach München. In Deutschland knüpfte Hirsch enge Kontakte zur SPD und wurde deren Mitglied.

## Wirken
Hirsch begann in den 1950er Jahren, Informationen aus dem rechten bis rechtsextremen politischen Spektrum zu sammeln und ein Archiv aufzubauen. Er erstellte Dossiers zu verschiedenen Organisationen und Persönlichkeiten und publizierte zum Themenkomplex. Ab 1963 veröffentlichte er, zunächst in sehr geringen Auflagen, den Informationsdienst gestern und heute, den er in der ersten Zeit selbst finanzierte. Von 1965 bis 1969 betrieb Hirsch einen gleichnamigen Verlag.
Im Zuge des Erstarkens der NPD gründete Hirsch 1968 in München die Demokratische Aktion (DA), die sich dem Kampf gegen Rechtsextremismus verschrieb. In den 1970er Jahren überlebte nur der Presseausschuss-Demokratische Aktion (PDA), der 1976 auf Betreiben des Pressedienstes der Arbeitgeber (PDA) in Pressedienst Demokratische Initiative (PDI) umfirmiert wurde. Hirsch war hier Chefredakteur. Herausgegeben vom PDI erschien ab Dezember 1980 der Informationsdienst blick nach rechts, der 1984 vom Sozialdemokratischen Pressedienst übernommen wurde. Hirsch war bis 1987 einer der Redakteure.
Hirsch veröffentlichte mehrere Bücher, unter anderem zu den Republikanern, zu Franz Schönhuber, der Harzburger Front und rechten Strömungen in der Bundesrepublik Deutschland sowie Schwarzbücher (unter anderem zu Franz Josef Strauß). Seine Veröffentlichungen und Informationen wurden nicht nur von Medien verwendet, sondern ebenfalls in der Extremismusforschung rezipiert.

## Einflussagent der DDR
Im Februar 1994 wurde öffentlich bekannt, dass 1993 ein Ermittlungsverfahren der Karlsruher Bundesanwaltschaft gegen Kurt Hirsch eingeleitet worden war. Er wurde verdächtigt, im Auftrag des Ministeriums für Staatssicherheit (MfS) der DDR zwischen 1976 und 1987 das Büro von Willy Brandt und dessen Büroleiter Klaus-Henning Rosen ausgespäht zu haben. Hirsch wurde laut den Akten unter dem Decknamen „Helm“ als „Einflußagent“ (Inoffizieller Mitarbeiter mit Arbeitsakte (IMA)) von der HVA-Abteilung X (Desinformation) geführt. Laut den Akten sollen verschiedene Buchprojekte über rechte politische Strömungen, Parteien und deren Akteure, bei denen Hirsch als Autor oder Herausgeber auftrat, von der Desinformationsabteilung mit „Argumentationshilfen“ und umfangreichen Geldbeträgen unterstützt worden sein. Angegeben wurden Beträge von 300.000 bis 500.000 DM.
Ein erster Verdacht hatte bereits 1987 dazu geführt, dass die SPD die Zusammenarbeit mit Kurt Hirsch beendete. Das Ermittlungsverfahren gegen Hirsch wurde 1996 aufgrund des Gesundheitszustandes von Hirsch eingestellt.
Hirsch war danach nicht mehr aktiv und starb 1999 in München.

## Veröffentlichungen
- SS gestern, heute und … Verlag Schaffende Jugend, 1957
- Die Blutlinie. Ein Beitrag zur Geschichte des Antikommunismus in Deutschland. Röderberg-Verlag, 1960
- Vom „Gnadentod“ des Dritten Reiches zur restaurativen Einschläferung in der Bundesrepublik. Pahl-Rugenstein, 1960
- Harzburger Front 1960. Pahl-Rugenstein, 1960
- Kommen die Nazis wieder? Desch-Verlag, 1967
- Signale von rechts. 100 Jahre Programme rechtsradikaler Parteien und Organisationen, 1867–1967. Goldmann-Verlag, 1967
- CSU-Freundeskreis – Partisanen der Demokratie? eine Dokumentation. Demokratische Aktion, 1970
- mit Hella Schlumberger: Die Technik des politischen Rufmordes. Raith-Verlag, 1974
- Schriftenreihe des „Pressedienst“ der Demokratischen Aktion. Dr. Krug-Verlag, 1975
- Die heimatlose Rechte: d. Konservativen u. Franz Josef Strauss. Goldmann-Verlag, 1979
- mit Hans Sarkowicz: Schönhuber: der Politiker und seine Kreise. Eichborn, 1989
- mit Wolfgang Metz: Die Republikaner – die falschen Patrioten. SPD-Landesverband Bayern, 1989
- Rechts von der Union: Personen, Organisationen, Parteien seit 1945. Knesebeck und Schuler, 1989
- Rechts, REPs, rechts : aktuelles Handbuch zur rechtsextremen Szene. Elefanten-Press, 1990
- Republikaner von A bis Z: Arbeitsmaterialien der IG Metall. Industriegewerkschaft Metall, 1990
- Von links nach rechts : rechtsradikale Aktivitäten in den neuen Bundesländern. Goldmann-Verlag, 1991